# Aleksander Dubiński

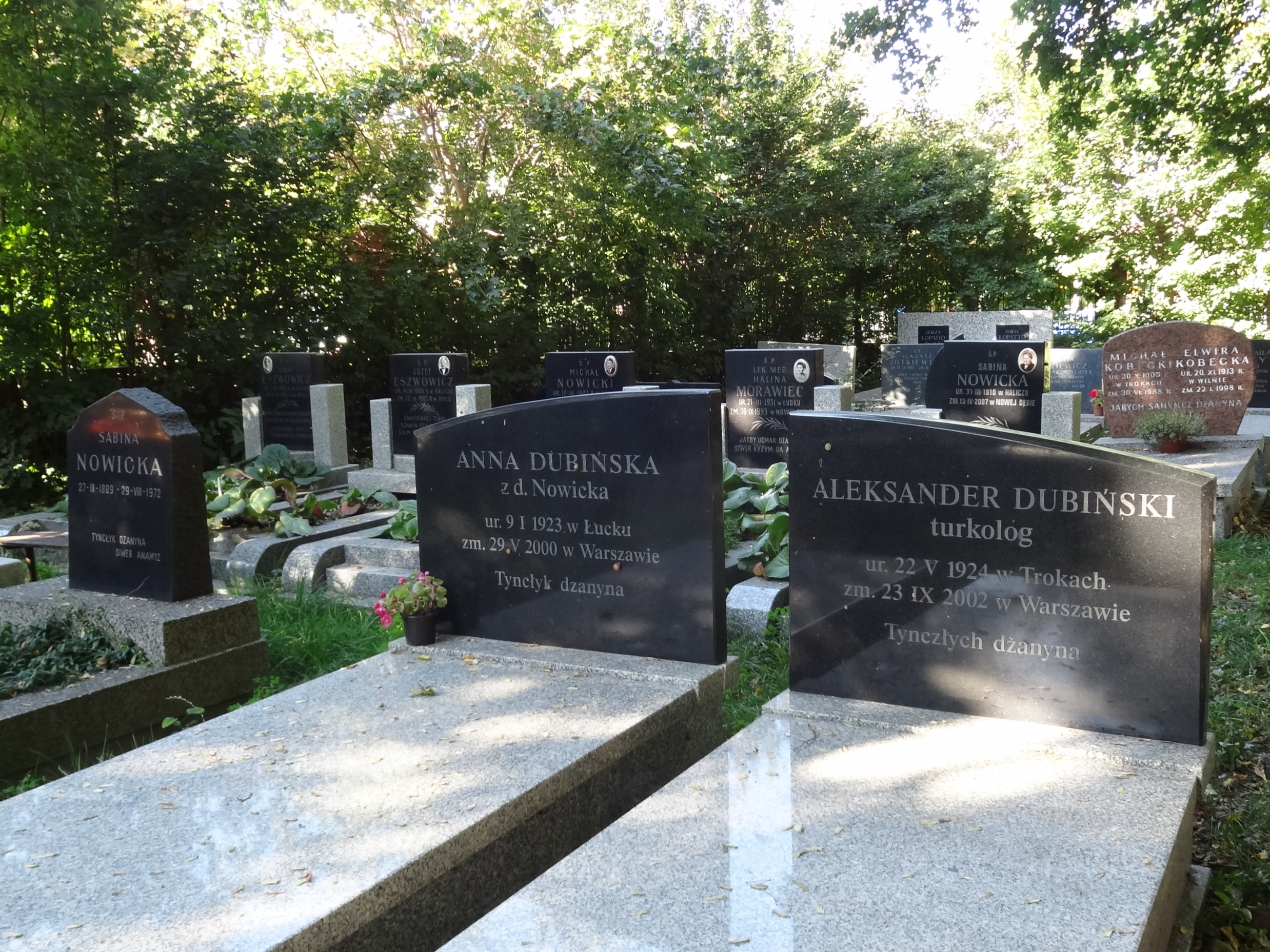
Grób Aleksandra Dubińskiego na cmentarzu karaimskim w Warszawie

Aleksander Dubiński (ur. 22 maja 1924 w Trokach, zm. 23 września 2002 w Warszawie) – polski doktor nauk, turkolog i orientalista narodowości karaimskiej, także działacz tej społeczności.

## Życiorys
Urodził się w Trokach w rodzinie karaimskiej. Po zakończeniu II wojny światowej jako przymusowy wysiedleniec z ojczystych stron znalazł się w nowych granicach Polski. Od 1953 był pracownikiem naukowym Instytutu Orientalistycznego Uniwersytetu Warszawskiego, a także wieloletnim sekretarzem zarządu Karaimskiego Związku Religijnego w RP. 
Został pochowany na cmentarzu karaimskim przy ulicy Redutowej w Warszawie.

## Wybrane publikacje
Był autorem ponad 150 publikacji, w tym książek:
- 1994: Caraimica. prace karaimoznawcze
- 1986: Tatarzy polscy: dzieje, obrzędy, legendy, tradycje
- 1983: Słownik turecko-polski, polsko-turecki